# 고창 선운사 약사여래불상
고창 선운사 약사여래불상(高敞 禪雲寺 藥師如來佛像)은 전북특별자치도 고창군에 있는 불상이다. 1973년 6월 23일 전라북도의 유형문화재 제33호로 지정되었다.

## 개요
선운사 참당암 약사전안에 있는 이 불상은 높이 80cm이며 무릎의 폭은 50cm이다. 머리에 두건을 썼으며 이마에는 목이 좁은 띠를 둘렀다. 이마에 백호가 있고 얼굴은 균형이 잘 잡혀 있으며 양볼은 상당히 살이 쪄 있다. 양귀는 눈썹꼬리 윗부분에서부터 어깨 바로 위까지 내려와 있다. 눈썹은 초승달처럼 가냘프게 처리되어 있고 눈은 반쯤 뜨로 이쓰며 눈꼬리는 위로 치켜 올라가 있다. 콧날은 오똑하며 어깨는 곡선으로 처리되어 있어서 유연한 느낌을 준다. 오른손은 배쪽으로 구부려 엄지와 인지 및 장지로 보주를 들고 있고, 왼손은 무릎위에 가볍게 올려 놓았다. 발은 결가부좌를 하고 무릎과 다리위에 덮여진 의상의 주름은 매우 두껍게 되어 있다. 보물 제279호 금동보살좌상과 제280호 지장보살좌상 등과 유형이 같은 것으로 약사여래상이라기 보다는 옥제 지장보살좌상이라함이 옳을 듯 하다.

## 현지 안내문
조선시대에 만든 것으로 보이는 이 불상은 중생을 고난에서 구제하고 중생의 재산과 질병을 없애준다는 약사여래불이다. 이마에 두른 태나 머리에 쓴 두건자락이 양어깨를 덮고 앞가슴에 목걸이 장식을 표현한 점은 선은사 금동여래좌상과 흡사하다. 그러나 옷과 손의 모습을 매우 간략하게 처리한 점에서는 차이가 있다. 불상의 전체적인 모습으로 볼 때 지장보살로 보아야 한다는 의견도 있다.

## 같이 보기
- 선운사
- 고창 선운사 금동지장보살좌상 - 보물 제279호
- 고창 선운사 도솔암 금동지장보살좌상 - 보물 제280호

## 참고 자료
- 선운사약사여래불상 - 국가유산청 국가유산포털